# Lotus Excel
La Excel è un'autovettura prodotta dalla Lotus Cars tra il 1982 ed il 1992.

## Il contesto
All'inizio degli anni ottanta la casa inglese decise di ristilizzare la Eclat, a sua volta evoluzione con una più tradizionale coda fastback della Sport Estate Elite.
Della progenitrice Eclat, la Excel conservò la parte anteriore della carrozzeria (che rimaneva totalmente in vetroresina), l'abitabilità 2 posti più 2 e l'intera meccanica, incluso il noto 4 cilindri in linea bialbero 16 valvole di 2174cm³ alimentato da 2 carburatori Dell'Orto.
Le maggiori modifiche riguardavano la coda (ridisegnata) e la linea di cintura (piatta anziché a cuneo).
Nella gamma Lotus alla Excel spettava il ruolo di coupé 2+2 dall'aspetto classico, anche se, come su tutti i modelli della Casa, l'abitabilità interna risultava penalizzata dall'imponente tunnel longitudinale tra i sedili imposto dal telaio a traliccio centrale.
Gli interni, disegnati con la consulenza di Giorgetto Giugiaro, erano un'evoluzione di quelli della Eclat.
Grazie ai 160cv erogati dal bialbero di 2,2 litri e al peso contenuto in rapporto alle dimensioni esterne (1135kg), la Excel sfiorava i 210km/h, conservando un comportamento stradale marcatamente sportivo (grazie alle sospensioni a 4 ruote indipendenti con quadrilateri deformabili) e sicuro (grazie anche ai 4 freni a disco autoventilati). 
La trazione, naturalmente, era posteriore, mentre il propulsore era anteriore longitudinale.
Come d'abitudine su autovetture inglesi di piccola serie la maggior parte della componentistica proveniva da altri costruttori, soprattutto Toyota (che forniva anche il cambio manuale a 5 marce) e British Leyland.
Nel 1985, su alcuni mercati, venne proposta anche una versione SE con allestimento sportivo e motore potenziato (grazie ad un aumento del rapporto di compressione da 9,4:1 a 10.9:1) a 180cv.
Nel 1988 la Excel subì un lieve restyling, che coinvolse alcuni elementi esterni (paraurti, gruppi ottici, cerchi, specchietti) e interni (sedili, plancia).
La produzione cessò nel 1992. Ne sono stati assemblati 2.159 esemplari.